# Mare de Déu de Mont-ros
Les ruïnes de la capella de la Mare de Déu de Mont-ros es troben al cim del Mont-ros, al contrafort nord-occidental de la serra de Sant Julià del Mont, a l'extrem oriental del terme, dintre de la parròquia de Begudà. El 2012, l'Ajuntament de Sant Joan les Fonts va comprar el terreny on hi ha les restes del castell i el santuari. És una obra protegida com a bé cultural d'interès local.

## Història
L'església havia estat la capella de la fortalesa de Mont-ros. Hi ha poques dades històriques sobre el seu passat. L'any 1240 és esmentada una escriptura particular referent a les afrontacions del mas Rovira de Cortals que indiquen com a límits el castell i la capella de Nostra Senyora de Mont-ros. Al final del segle xiv, apareix esmentada en els nomenclàtors de la diòcesi de Girona com a «Capella sancte Marie de Monterusso in parrrochia sante Eulalie de Begudano» (Santa Eulàlia de Begudà). Alguns estudiosos donen notícia d'una estada propera a l'església que fou possiblement residència dels castlans del lloc i que, amb posterioritat, en perdre el castell la seva importància, degué ésser cedida pels vescomtes de Bas als clergues de Begudà perquè mantinguessin el culte religiós a la capella.

## Arquitectura
Església d'una sola nau amb l'absis semicircular orientat a llevant amb quatre contraforts i espitlleres de defensa. Posteriorment s'hi afegí la sagristia que s'adossà la mur de tramuntana i que comunica amb el temple per una porta que dona a la nau i el campanar d'espadanya, sobre el mur de ponent, que fou modificat i sobrealçat. La porta d'accés és oberta al mur de ponent, flanquejada per dues finestres d'època posterior a la romànica. És d'arc de mig punt i adovellada. A finals del segle xix, i gràcies a un dibuix de Josep Berga i Boada, sabem que davant de la porta hi havia hagut un porxo. Se n'observen vestigis dels murs laterals. Il·luminen el temple altres quatre finestres de doble esqueixada obertes a la façana de migdia. L'interior del temple és cobert amb volta de canó seguida a la nau i semicircular a l'absis, aquesta tapada per uns murs construïts posteriorment que converteixen l'espai en trapezoïdal. L'aparell dels murs no presenta cap tipus d'ornamentació i és format per carreus de mida diversa, ordenats en filades.